# 小林一郎 (経営学者)
小林 一郎（こばやし いちろう、1960年 - ）は日本の経営学者・経営コンサルタントである。学術博士。

## 概要
- 業務系アウトソーサーの草分けベンチャーである(株)福利厚生課（現・ベネフィット・ワン）の代表取締役社長[10][11][18][19][20][21]、メールマーケティング分野トップシェアのITベンチャーであるエイケア・システムズ（現・エクスペリアンジャパン）社外取締役[10][11][19][20]、〝個別教育”草分けの京都・大手進学塾・成基コミュニティグループ社外取締役[11][20]、不動産ディベロッパー(株)オープンハウスの副社長[10][11][19][20][21]、(株)アズ企画設計社外取締役[11][20]、ドローン、ロボットベンチャーの（株）スカイロボットの取締役会長[11]、一般社団法人ドローン操縦士協会理事長[6][7][8][9]、東京ガールズコレクションの企画・運営会社である(株)W Tokyoto特別顧問[8][11]等も歴任、ベンチャー企業の社外役員を担いながら、インキュベーション(事業開発)、マネジメントにも携わってきている[3][4][12]。

- 経営学者、戦略コンサルタントとして[1][2]、M&Aコンサルティングや、グローバル戦略を専門とし、関連する実務書を執筆している[3][4][12]。

## 略歴
1960年6月、岡山県倉敷市で生まれた。慶應義塾大学経済学部を卒業後、味の素、プライスウォーターハウスに所属していた。
1998年からは株式会社E.C.Aの代表取締役CEOとなり、独立してM&Aコンサルタントとして活動してきた。
この他、慶應義塾大学大学院政策・メディア研究科特任教授、青山学院大学大学院法学研究科特任教授、PwCコンサルティング特別顧問のほか、タイ国立チュラロンコン大学大学院客員教授、欧州復興開発銀行シニアインダストリアルアドバイザー等を務めてきた。
また、ドローン操縦士協会の理事長と国際営業代行協会の会長を務めていた。
2006年～青山学院大学客員教授、2009年～青山学院大学特任教授、2014年～2018年3月青山学院大学客員教授。
2016年～東京国際大学客員教授の称号を付与される。
2016年6月、一般社団法人ドローン操縦士協会（DPA＝ディーパ）を設立、代表理事（理事長）に就任した。
2017年～2017年慶應義塾大学大学院政策・メディア研究科特任教授に就任した。

## 人物
- 大学教授としての研究対象分野は、コーポレートファイナンス、M&A（企業買収）の関連法制と実務、金融法務、ワールドワイドなビジネスモデルや社会経済分野である[2][3][4][5][12][16][17][22]。
- 青山学院大学が出資する、青学コンサルティンググループ株式会社の取締役として産学連携モデルの事業開発を担当した[1][3][4][5][12]。
- 欧州復興開発銀行（EBRD）では、ターンアラウンド（国家再生）マネジメントチームのシニアインダストリアルアドバイザー[1][2][3][4][5][12][22]として、開発途上国（主に中央アジア地域を担当）への経済支援活動、タイ王国国立チュラロンコン大学では、大学院（経済学科）の客員教授を歴任[1][2][3][12]。
- 民間外交推進協会（会長：信越化学工業・金川千尋代表取締役会長）では、参与職を務めた[11][13]。
- アカデミーヒルズ（六本木ヒルズ・ビジネススクール）、全国の商工会議所、経済同友会や国際協力機構(JICA)、民間外交推進協会(FEC)などでの国際経済問題に関わる講演を行っている[1][12][13]。
- テレビ（日本テレビ・深層NEWS、日経CNBC等）にもコメンテーターとして登場した[7][14]。仏教への関心が強く、特に、臨済宗妙心寺派の奥の院、正眼寺(岐阜・美濃加茂)の山川宗玄住職との交友が深く、同じく臨済宗妙心寺派寺院である清大寺(福井・勝山)や龍雲寺(東京・世田谷)などでも、山川宗玄師との"宗教と経済"をテーマにした合同講演を行っている。

## 人間関係
- 父の小林正は、京都大学法学部卒、三菱自動車工業株式会社元代表取締役副社長

## 主な著書
- 『e時代のマネジメントモデル』（かんき出版、2000年9月）
- 『企業価値を高める財務戦略シナリオ』（共著、かんき出版、2002年1月）
- 『現場で役立つ M＆Aの勘どころ』（中央経済社、2009年5月）
- 『英語のできない人は仕事ができる』（PHP研究所、2010年3月）
- 『脱・社内奴隷』（共著、ユナイテッド・ブックス/阪急コミュニケーションズ、2010年8月）
- 『イケダハヤト×イチロー教授 新旧ソーシャルエコノミスト対談 会社について』[Kindle版]（共著、ユナイテッド・ブックス、2013年7月）
- 『イケダハヤト×イチロー教授 新旧ソーシャルエコノミスト対談2 倫理・道徳について』[Kindle版]（共著、ユナイテッド・ブックス、2013年11月）
- 『海外M&Aで役立つ グローバル戦略の勘どころ』（中央経済社、2013年11月）

## 主な学術論文
- 『わが国企業の収益性の逓減の原因と法制度の整備の必要性』（青山法学論集/青山学院大学法学部 2014年3月）
- 『「良いMSCB」の推進を図るための法制度のあるべき姿』（青山ビジネスロー・レビュー/青山学院大学大学院法学研究科・ビジネスロー・センター 2014年3月）
- 『企業価値を最適化するための"実務に寄り添える"適正なコーポレート・ガバナンスの在り方』（青山ローフォーラム/青山学院大学大学院法学研究科・判例研究所 2014年5月）